# آناهیت بایندور
آناهیت سارگسی بایندور (ارمنی: Անահիտ Սարգսի Բայանդուր؛ انگلیسی: Anahit Bayandour زادهٔ ۱۵ فوریهٔ ۱۹۴۰ - درگذشته ۷ ژانویهٔ ۲۰۱۱)، مترجم اهل ارمنستان بود که برنده جایزه اولاف پالمه در سال ۱۹۹۲ و جایزه دولتی اتحاد شوروی در سال ۱۹۸۴ شد. وی آثار هراند ماتئوسیان را به زبان روسی ترجمه کرده است.

## زندگی‌نامه
آناهیت بایندور در ۱۵ فوریه ۱۹۴۰ در ایروان به دنیا آمد. وی در سال ۱۹۶۲ از انستیتو ادبی ماکسیم گورکی در رشته ادبیات و ترجمه فارغ‌التحصیل شد. وی از سال ۱۹۷۰ عضو اتحادیه نویسندگان ارمنستان بود. وی در سال ۱۹۶۸۷ موفق به دریافت جایزهٔ ماهنامهٔ دروژبا نارودف برای ترجمهٔ داستانهای هراند ماتوسیان شد. بایندور در ساعت ۷ صبح روز ۷ ژانویه ۲۰۱۱ در سن ۷۰ سالگی در ایروان درگذشت.

## آثار
ترجمه‌های او زبان ارمنی به روسی در کتاب‌های جداگانه تنظیم یافته و به ترتیب زیر است:
- مجموعهٔ داستان‌های درنیک دمیرچیان، مسکو ،۱۹۶۴
- چارنتس نامه، گورگن ماهاری، مسکو، ۱۹۶۶ و ۱۹۶۷
- قصر بلورین، گغام سوان، مسکو، ۱۹۶۶
- ما و کوه‌های ما، هراند ماتوسیان، مسکو، ۱۹۶۷
- مجموعهٔ داستان‌ها و نامه‌های هوهانس تومانیان، ایروان، ۱۹۶۹
- کجا بودی ای بندهٔ خدا، زورایر خالاپیان، مسکو، ۱۹۷۱
- آگوست، مسکو، ۱۹۷۳
- نان و کلمه، هراند ماتوسیان، مسکو، ۱۹۷۴
- ناهاپت، هراچیا کوچار، مسکو، ۱۹۷۴
- باران لعنتی، کاماری دونویان، مسکو، ۱۹۷۶
- ماجراهای آقای مارتیروس، مسکو، ۱۹۷۶
- مجموعهٔ داستان‌های استپان زوریان، مسکو، ۱۹۷۷
- روایات، ایروان، ۱۹۷۹
- کتاب منتخب هراند ماتوسیان، مسکو، ۱۹۸۰
- آخرین پناه، آبیگ آواکیان، ایروان، ۱۹۸۴
- The Independence Generation of Armenian Writers